# Darakh
Darakh (en népalais : दरख) est un comité de développement villageois du Népal situé dans le district de Kailali. Au recensement de 2011, il comptait 17 623 habitants.